# 神鉄コミュニティサービス
株式会社神鉄コミュニティサービス（しんてつコミュニティサービス）は、神戸電鉄グループの総合建設会社（ゼネコン）。
建設業のほか施設管理業や警備業も行う。

## 概要
神戸電鉄グループに属する企業であり、建設業・施設管理業・警備業を行う。現在の本社は神戸電鉄が経営する谷上SHビル内にあるが、2004年（平成16年）までは鈴蘭台西町（現 鈴蘭台事務所）に、2003年（平成15年）までは神鉄ビル内に本社を置いていた。
経営理念は「Service（奉仕）」、「Confidence（信頼）」、「Sincerity（真心）」である。ロゴはこれらの頭文字で、旧社名でもある「SCS」の3文字をデザインしたものであり、ヘルメットにもロゴが使用されている。

## 沿革

### 神鉄不動産の設立
1970年（昭和45年）に中田大三社長が就任して以降の神戸電鉄では、経営多角化を推進する中で「神鉄複合文化産業構想」と言われる関連会社を通した事業展開が進められ、相次いで子会社が設立された。
こうしたなかで不動産関連業務の分離も当然ながら企画され、1972年（昭和47年）6月20日に神鉄不動産株式会社を設立、当初の主な業務内容はビル管理事業で、ニュータウン開発や住宅産業は引き続き神戸電鉄が行うことになった。
ビル管理と土地賃貸を柱にスタートした同社であるが、創業直後に訪れたオイルショックの影響で門出は厳しく、1974年（昭和49年）1月には安定収入を求めて駐車場経営に進出。しかし同じ神鉄グループ内で駐車場業を主力とする神鉄モータープールと事業が重複することが問題となり、同年7月30日に同社を吸収、駐車場部門の基盤を強化した。

### 神鉄建設工業への社名変更
神鉄グループではすでに神鉄設計が建設業に進出していたが、神鉄不動産も事業の拡大を図って1974年（昭和49年）に建設事業を開始。不動産会社から建設会社へと性格を変えることで、神戸電鉄関連の工事を受注し売上高を伸ばすことに活路を見出し、1980年（昭和55年）に建設部門拡大への布石として、神戸電鉄技術部および阪急電鉄系子会社より技術者を迎え入れて、本格的に建設会社としての道を歩み始めた。
さらにやや脇役に退いていた不動産事業の強化策として、神戸電鉄と神鉄北鈴蘭台第3次住宅地の共同造成契約を締結、神鉄エンタープライズなどとともに「神鉄北鈴開発」にひと役買うこととなったほか、1982年（昭和57年）には神鉄百合が丘住宅地の造成工事を受注し、初の本格的な宅地造成工事にも取り掛かった。
このほか神戸電鉄関連工事として、第二検車場・工場建設工事、谷上駅付近移設工事なども受注し、より一層建設会社としての性格を強めたことから、1986年（昭和61年）8月1日をもって神鉄建設工業株式会社へ社名を改め同時に社章を制定、神鉄産業とともにグループ内の中枢建設会社として確固たる地位を築き始めた。

### エス・シー・エスの設立
建設会社としての成果が着実に積み上げられてきた1985年（昭和60年）、社長の橋本八三が親会社・神戸電鉄の常務取締役を退任して本会社の専任社長となった。同年12月24日、会社創業期の主力業務であったビル管理部門をいよいよ分社化させることとなり、完全子会社株式会社エス・シー・エスを設立。ビル管理関係業務を譲渡した。当時、神戸電鉄は神鉄建設工業の株式を19.0%しか保有しておらず、関連会社からも除外していたため、その神鉄建設工業の子会社であるエス・シー・エスとは資本関係が極めて希薄であったが、一応は神戸電鉄が当時発行していたハンドブックのグループ会社名簿にも参考会社という扱いで掲載されていた。なおエス・シー・エスは、他社との合弁会社を除く神鉄グループ（広義）の企業では唯一、社名に「神鉄」を冠さない企業であった。

### 神鉄建設工業の進展
バブル期を迎えた神鉄建設工業では、筆頭株主の神戸電鉄から大規模プロジェクトを相次いで受注。完工高を急激に伸ばした。山の街ニュータウン造成工事、粟生線複線化第3期工事、三田線複線化第2期工事、烏原川関連工事などはその代表例であったが、なかでも最大の受注となったのは公園都市線建設工事である。神戸電鉄公園都市線は、北摂三田ニュータウンと市街地を結ぶ新しいニュータウン鉄道として企画された全線立体交差の新路線で、横山 - ウッディタウン中央間の計5.5kmが計画されたが、ニュータウンの進捗状況を鑑みてひとまず第1期開業線として横山 - フラワータウン間2.3kmを建設することとなった。神鉄建設工業ではこのうち第2工区（1,085m）を受注し、1991年（平成3年）3月に完工させた。

## 歴史
- 1972年（昭和47年）7月 - 神鉄不動産株式会社設立。
- 1985年（昭和60年）12月24日 - 株式会社エス・シー・エス設立。
- 1986年（昭和61年）8月 - 神鉄不動産株式会社が神鉄建設工業株式会社に社名変更。
- 1998年（平成10年）4月 - 神鉄建設工業株式会社が神鉄建設株式会社に社名変更。
- 2000年（平成12年）7月 - 株式会社エス・シー・エスが株式会社神鉄コミュニティサービスに社名変更。
- 2002年（平成14年）3月 - 株式会社神鉄コミュニティサービスが株式会社神鉄建設の建設業を営業譲受。

## 建設業

### 土木事業
- 宅地造成工事
- 道路橋梁工事
- 鉄道土木工事
- 公共工事

### 軌道事業
- 線路工事
- 軌道構造物工事

### 建築事業
- ビル・マンション工事
- 店舗内塗装工事
- 鉄道建築工事
- 公共工事

### 主な建設実績
以下は一例である。神鉄建設の施工物件も含む。
- 神鉄本社ビル
- 六甲ひばりが丘住宅地
- マンションクレイシア三田
- よこやま保育園
- 神鉄食彩館岡場店
- 鈴蘭台中学校増築棟
- 神戸北警察署東下駐在所庁舎
- 武庫川流域復旧治山事業
- 有野六甲線道路防災工事
- 湊川駅改装工事
- 花山新駅舎
- 大池新駅舎

## ビル・マンション総合管理業

### ビル総合管理・鉄道駅施設清掃管理
神戸電鉄が経営する商業ビル・賃貸ビルにおいて総合管理を行うほか、鉄道駅施設の管理も行う。
- ビル保安警備管理業務
- ビル清掃管理業務
- 防災設備点検報告義務
- 特殊建物定期調査報告義務
- ボイラー保守点検業務
- 車両清掃業務
- 建築設備定期検査報告義務
- 建築物管理衛生管理業務
- 浄化槽設備維持管理業務
- 電力設備精密点検業務
- 防虫防鼠衛生管理業務

### マンション総合管理
神鉄グループが開発したマンションである、西鈴壱番館やベルドール神戸北町、マンション「クレイシア」シリーズなどで総合管理を行う。
- 事務管理業務
- 清掃管理業務
- 設備管理業務
- 管理員業務
- 長期修繕計画作成業務
- 建築設備改修工事

## 警備業
警備業務
- 常駐警備業務
- 駐車場・駐輪場管理業務
- 列車監視業務
- 交通誘導業務
- 貨物運送取扱業務

## その他の事業

### 鉄道サービス業

#### 鉄道サービス
- 駅務機器保守業務
- 駅務遠隔システム保守業務
- ITV保守業務
- ネットワーク機器保守業務

### 農林サービス業

#### 農林サービス
- 樹木伐採業務
- 除草業務
- 緑のリサイクル業務
- 環境衛生管理業務
- 植栽年間サポート

### ターミニックス
- シロアリ・ゴキブリ駆除
- ねずみ駆除
- ハト撃退・ハチ駆除

### トゥルグリーン
- 病害虫駆除
- 施肥
- 剪定

## 事務所
本社
- 神戸電鉄が経営する谷上SHビル内にあり、総務部・安全管理部・営業企画部の事務所となっている。2004年（平成16年）に設置されるまで、本社は鈴蘭台事務所にあった。

谷上事務所
- 施設管理部・建設部の事務所となっている。

鈴蘭台プラザ事務所
- 神戸電鉄が経営する鈴蘭台北神鉄ビル（鈴蘭台プラザ）内にあり、警備部の事務所となっている。

鈴蘭台事務所
- 鉄道情報部の事務所となっている。2003年（平成15年）に神鉄ビルから本社が移転してから、2004年（平成16年）に谷上SHビルに本社が設置されるまで、本店となっていた。

警備部事務所
- 神戸電鉄が経営する鈴蘭台西町神鉄ビル内にあり、警備部の事務所となっている。2023年（令和5年）に新設された。

三田営業所
- 各種工事の設計、施工、施設管理関係業務を行っていたが閉鎖された。

ダスキン神鉄岡場店
- 岡場駅北にダスキン神鉄岡場店を営業していた。2004年（平成16年）4月1日に神戸電鉄から営業譲受したものである。現在は営業していない。

鈴蘭台プラザ事務所
- 神戸電鉄が経営する鈴蘭台北神鉄ビル（鈴蘭台プラザ）内にあり、警備部の事務所となっていた。2023年（令和5年）に鈴蘭台北神鉄ビルが閉館したことにより閉鎖された。

## 備考
- ISO14001：2004認証を取得している。
- かつては園芸教室を実施していた。
- 住宅用太陽光発電システム事業を実施していた時期があった。
- 神鉄ビル・谷上SHビルの貸会議室および貸ホールの申込みは、神鉄コミュニティサービスの営業企画部が行っている。